# Araneus exsertus
Araneus exsertus este o specie de păianjeni din genul Araneus, familia Araneidae, descrisă de Rainbow, 1904. Conform Catalogue of Life specia Araneus exsertus nu are subspecii cunoscute.